# Hayley Atwell
Hayley Atwell (London, 1982. április 5. –) brit származású amerikai színésznő.

## Fiatalkora
1982. április 5-én született Londonban Alison Cain és Grant Atwell gyermekeként. Édesanyja brit, édesapja pedig indián és ír származású. Kétéves volt, amikor szülei elváltak. 2002-2005-ig Guildhall School of Music and Dramában végezte el színészi tanulmányait. 2008-ban Bess Fostert játszotta A hercegnő-ben. Alakításáért jelölték a British Independent Film Awards díjra a legjobb mellékszereplő kategóriában továbbá a London Film Critics Circle Awards díjra az év brit mellékszereplője kategóriában. 

## Pályafutása
2011-től Peggy Cartert alakítja a Marvel univerzum filmjeiben és televíziós sorozataiban.

## A médiában
A The Guardian „a kortárs drámák királynőjeként” jellemezte Atwellt, akit a rendezők „szakmai példamutatásáért”, valamint a kortárs filmdrámákban és televíziós sorozatokban végzett munkájáért dicsérték. Atwell Ian Charleson-díjat kapott a Barbara őrnagyban (2009) nyújtott alakításáért, és háromszor jelölték Laurence Olivier-díjra, először az A View from the Bridge-ben (2009) nyújtott alakításáért, majd 2011-ben a The Pride felújított változatában nyújtott munkájáért, illetve 2020-ban a Rosmersholmban Rebecca West szerepéért. Atwell-t a The Pride című előadásban játszott szerepéért WhatsOnStage-díjra is jelölték.

## Filmográfia

### Film

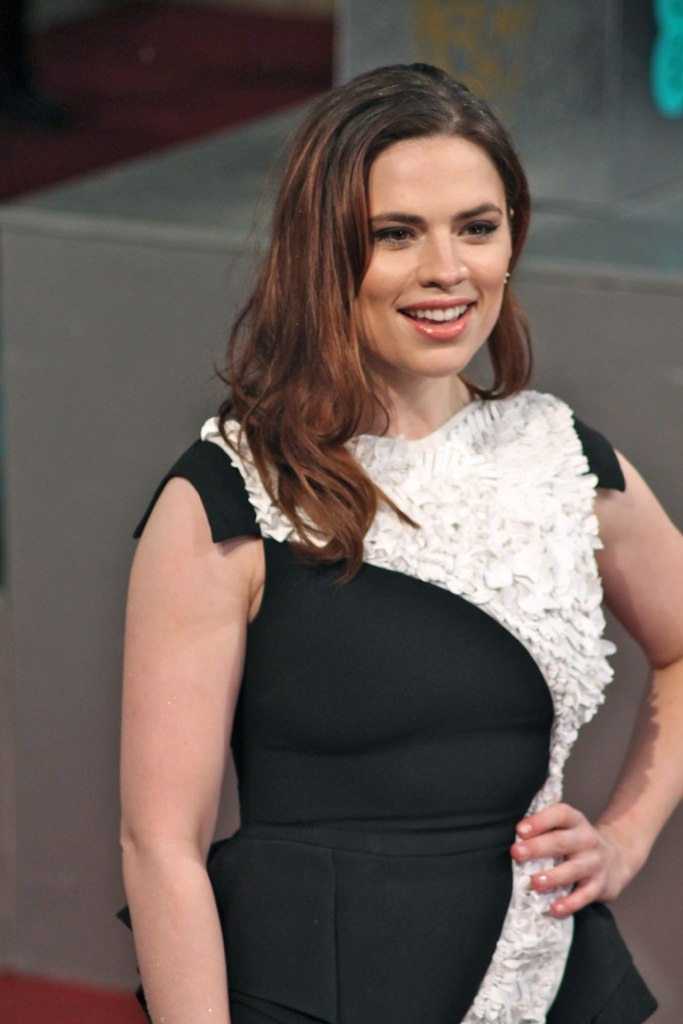
2013-ban

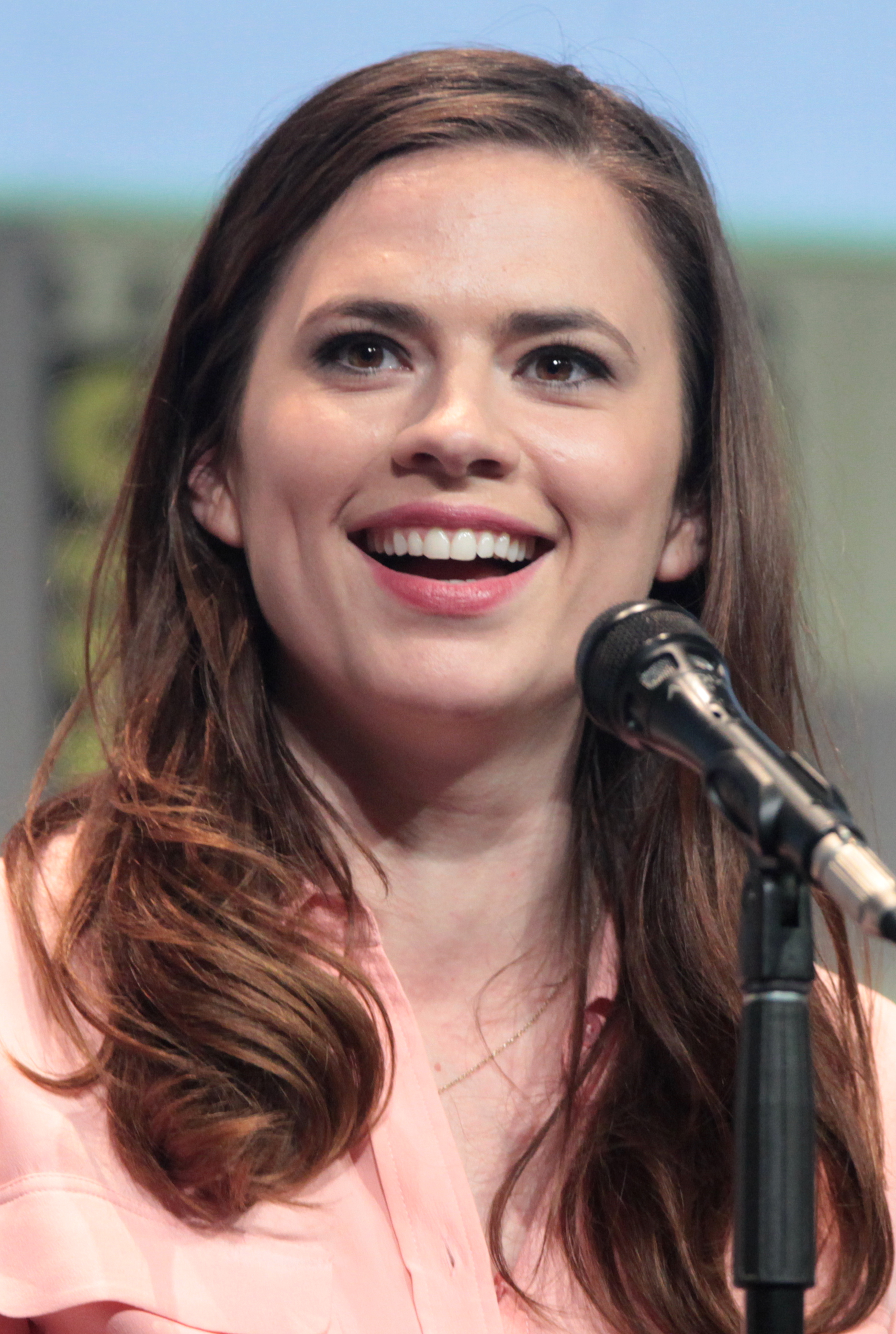
2015-ben

| Év   | Magyar cím                               | Eredeti cím                                 | Szerep                         | Magyar hang         |
| ---- | ---------------------------------------- | ------------------------------------------- | ------------------------------ | ------------------- |
| 2007 | Kasszandra álma                          | Cassandra's Dream                           | Angela Stark                   | Németh Borbála      |
| 2007 |                                          | How About You                               | Ellie                          |                     |
| 2008 | Utolsó látogatás                         | Brideshead Revisited                        | Julia Flyte                    | Kerekes Andrea      |
| 2008 | A hercegnő                               | The Duchess                                 | Elizabeth "Bess" Foster        | Kerekes Andrea      |
| 2009 |                                          | Love Hate (rövidfilm)                       | Hate                           |                     |
| 2010 |                                          | Tomato Soup (rövidfilm)                     | mozisztár                      |                     |
| 2011 | Amerika Kapitány: Az első bosszúálló     | Captain America: The First Avenger          | Peggy Carter                   | Balsai Móni         |
| 2012 | Én, Anna                                 | I, Anna                                     | Emmy                           |                     |
| 2012 | Sweeney – A törvény ereje                | The Sweeney                                 | Nancy Lewis                    |                     |
| 2013 | Jimi: All Is by My Side                  | Jimi: All Is by My Side                     | Kathy Etchingham               | Nemes Takách Kata   |
| 2013 | Marvel-rövidfilm: Carter ügynök          | Marvel One-Shot: Agent Carter               | Peggy Carter                   |                     |
| 2014 | Amerika Kapitány: A tél katonája         | Captain America: The Winter Soldier         | Peggy Carter                   | Balsai Móni         |
| 2014 | Az ifjúság végrendelete                  | Testament of Youth                          | Hope                           | Szabó Zselyke       |
| 2015 | Hamupipőke                               | Cinderella                                  | Hamupipőke édesanyja           | Farkasházi Réka     |
| 2015 | Bosszúállók: Ultron kora                 | Avengers: Age of Ultron                     | Peggy Carter                   | Balsai Móni         |
| 2015 | A Hangya                                 | Ant-Man                                     | Peggy Carter                   | Balsai Móni         |
| 2018 | Barátom, Róbert Gida                     | Christopher Robin                           | Evelyn Robin                   | Ruttkay Laura       |
| 2019 | Vakító fény                              | Blinded by the Light                        | Ms. Clay                       | Kisfalvi Krisztina  |
| 2019 | Bosszúállók: Végjáték                    | Avengers: Endgame                           | Peggy Carter                   | Balsai Móni         |
| 2021 | Nyúl Péter 2. – Nyúlcipő                 | Peter Rabbit 2: The Runaway                 | Mici (hangja)                  | Gáspár Kata         |
| 2022 | Doctor Strange az őrület multiverzumában | Doctor Strange in the Multiverse of Madness | Peggy Carter / Carter kapitány | Balsai Móni         |
| 2023 | Mission: Impossible – Leszámolás         | Mission: Impossible – Dead Reckoning        | Grace                          | Ruttkay Laura       |
| 2024 | A képzelmény                             | The Imaginary                               | Lizzie (hangja)                | Bognár Anna         |
| 2024 | Paddington Peruban                       | Paddington in Peru                          | Madison                        | Ligeti Kovács Judit |
| 2025 | Mission: Impossible – A végső leszámolás | Mission: Impossible – The Final Reckoning   | Grace                          | Ruttkay Laura       |
| 2025 | Egérfutam                                | Grand Prix of Europe                        | Cindy (hangja)                 | Sipos Eszter Anna   |

### Televízió
| Év        | Magyar cím                                         | Eredeti cím                           | Szerep                                  | Megjegyzések                                                                                            |
| --------- | -------------------------------------------------- | ------------------------------------- | --------------------------------------- | --- |
| 2005      |                                                    | Whatever Love Means                   | Sabrina Guinness                        | tévéfilm                                                                                                |
| 2006      |                                                    | Fear of Fanny                         | Jane                                    | tévéfilm                                                                                                |
| 2006      | Sally Lockhart rejtélyes történetei: Rubin és füst | The Ruby in the Smoke                 | Rosa Garland                            | tévéfilm                                                                                                |
| 2006      | A szépség vonala                                   | The Line of Beauty                    | Catherine "Cat" Fedden                  | 3 epizód                                                                                                |
| 2007      | Mansfield Park                                     | Mansfield Park                        | Mary Crawford                           | - tévéfilm - magyar hangja: - Solecki Janka                                                             |
| 2007      | Árny északon                                       | The Shadow in the North               | Rosa Garland                            | tévéfilm                                                                                                |
| 2009      |                                                    | The Prisoner                          | Lucy / 4-15                             | 5 epizód                                                                                                |
| 2010      | A katedrális                                       | The Pillars of the Earth              | Aliena                                  | - 8 epizód - magyar hangja:[forrás?] - Csondor Kata                                                     |
| 2010      |                                                    | Any Human Heart                       | Freya Deverell                          | 4 epizód                                                                                                |
| 2012      |                                                    | Falcón                                | Consuelo Jiménez                        | 4 epizód                                                                                                |
| 2012      |                                                    | Playhouse Presents                    | bankár                                  | 1 epizód                                                                                                |
| 2012      |                                                    | Restless                              | Eva Delectorskaya                       | 2 epizód                                                                                                |
| 2013      | Fekete tükör                                       | Black Mirror                          | Martha                                  | - 1 epizód - (Mindjárt jövök) - magyar hangja: - Földes Eszter (1. szinkron) - Csuha Bori (2. szinkron) |
| 2013      |                                                    | Life of Crime                         | Denise Woods                            | 3 epizód                                                                                                |
| 2014      | A S.H.I.E.L.D. ügynökei                            | Agents of S.H.I.E.L.D.                | Peggy Carter                            | - 2 epizód - magyar hangja:[forrás?] - Náray Erika                                                      |
| 2015–2016 | Carter ügynök                                      | Agent Carter                          | Peggy Carter                            | - főszereplő - magyar hangja: - Balsai Móni                                                             |
| 2016      | Playback párbaj                                    | Lip Sync Battle                       | önmaga                                  | 1 epizód                                                                                                |
| 2016      | Pókmajmok: vissza a vadonba                        | Return of the Spider Monkeys          | narrátor                                | dokumentumfilm                                                                                          |
| 2016–2017 | Ítélet                                             | Conviction                            | Hayes Morrison                          | - főszereplő - magyar hangja: - Balsai Móni                                                             |
| 2017      | Howards End                                        | Howards End                           | Margaret Schlegel                       | - minisorozat (4 epizód) - magyar hangja: - Majsai-Nyilas Tünde                                         |
| 2017–2019 | Bosszúállók újra együtt                            | Avengers Assemble                     | Peggy Carter (hangja)                   | 2 epizód                                                                                                |
| 2018      |                                                    | The Long Song                         | Caroline Mortimer                       | minisorozat (3 epizód)                                                                                  |
| 2018–2019 | Hárman a Földön: Arcadia meséi                     | 3Below: Tales of Arcadia              | Zadra (hangja)                          | főszereplő (17 epizód)                                                                                  |
| 2019      | Criminal: Egyesült Királyság                       | Criminal: UK                          | Stacey Doyle                            | 1 epizód                                                                                                |
| 2021–2023 | Mi lenne, ha…?                                     | What If...?                           | Peggy Carter / Carter Kapitány (hangja) | - 6 epizód - magyar hangja: - Balsai Móni                                                               |
| 2024      | Fülig beléd zúgtam                                 | Heartstopper                          | Diane néni                              | mellékszereplő                                                                                          |
| 2024–     | Tomb Raider: Lara Croft legendája                  | Tomb Raider: The Legend of Lara Croft | Lara Croft (hangja)                     | - főszereplő - magyar hangja: - Földes Eszter                                                           |

### Színház
| Év   | Cím                    | Szerep             | Megjegyzés                |
| ---- | ---------------------- | ------------------ | ------------------------- |
| 2005 | Prometheus Bound       | Io / Force         | Sound Theatre             |
| 2006 | Women Beware Women     | Bianca             | Royal Shakespeare Company |
| 2007 | The Man of Mode        | Belinda            | Royal National Theatre    |
| 2008 | Major Barbara          | Barbara Undershaft | Royal National Theatre    |
| 2009 | A View from the Bridge | Catherine          | Duke of York's Theatre    |
| 2011 | The Faith Machine      | Sophie             | Royal Court Theatre       |
| 2013 | The Pride              | Sylvia             | Trafalgar Studios         |

### Rádió
| Év   | Cím                             | Szerep   | Megjegyzés             |
| ---- | ------------------------------- | -------- | ---------------------- |
| 2006 | Doctor Who: Blood of the Daleks | Asha     | Big Finish BBC Radio 7 |
| 2007 | Felix Holt, the Radical         | Esther   | BBC Radio 4            |
| 2008 | The Leopard                     | Angelica | BBC Radio 3            |
| 2013 | Words and Music, Fairy Tale     |          | BBC Radio 3            |

## További információ
- Hayley Atwell a PORT.hu-n (magyarul)
- Hayley Atwell az Internetes Szinkronadatbázisban (magyarul)
- Hayley Atwell az Internet Movie Database-ben (angolul)
- Hayley Atwell a Rotten Tomatoeson (angolul)
- glamourmagazine.co.uk - Hayley Atwell
- nytimes.com - Hayley Atwell
- independent.co.uk - Hayley Atwell
- Hayley Atwell a Conviction-ben Archiválva 2016. szeptember 15-i dátummal a Wayback Machine-ben